# Oratorio dei Santi Cosma e Damiano
L'oratorio dei Santi Cosma e Damiano è un edificio religioso campestre situato nei boschi a nord-est del centro abitato di Arsago Seprio, in provincia di Varese.

## Storia e descrizione
Eretto probabilmente nel 1387 all'incrocio di due importanti vie di comunicazione per la zona: la strada che collegava Arsago Seprio con Crugnola e quella che da Gallarate portava a Cimbro. Verosimilmente, l'attuale edificio sorge sul luogo dove prima era presente un luogo di culto più antico, come sembrerebbero dimostrare alcune lapidi romane per la sua realizzazione. La sua costruzione seguì una grave epizoozia che portò alla morte numerosi capi di bestiame e fu intitolata ai santi Cosma e Damiano, protettori dei medici.

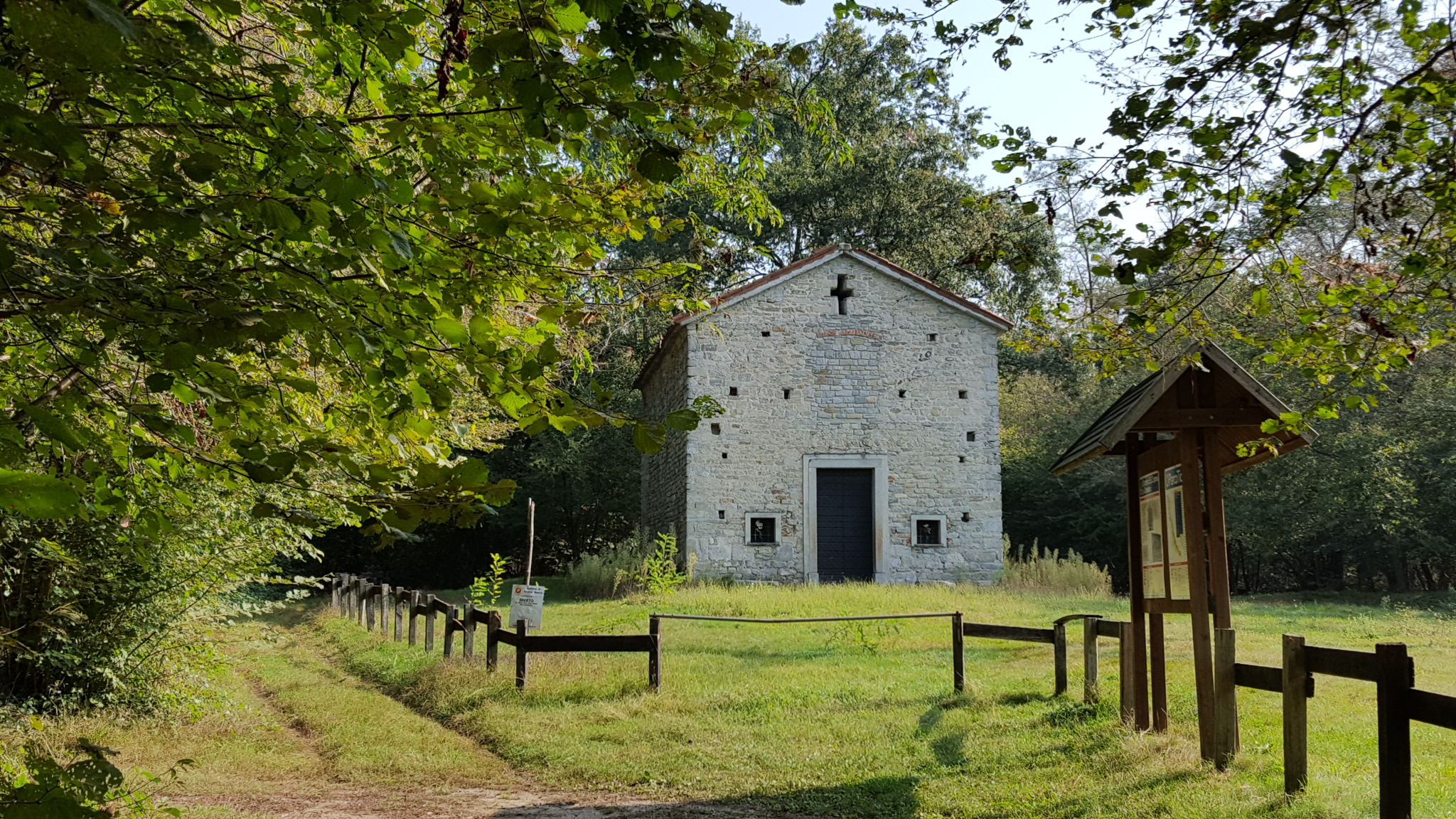

La struttura è in stile romanico e realizzata con pietre tagliate, più grandi agli angoli e più piccole lungo le pareti. Presenta un'unica navata di 6×11 m e un'abside profonda 2,4 m, all'interno del quale si trova una serie di archetti pensili e lunette. La parete dell'abside è caratterizzata anche da tre monofore strombate.

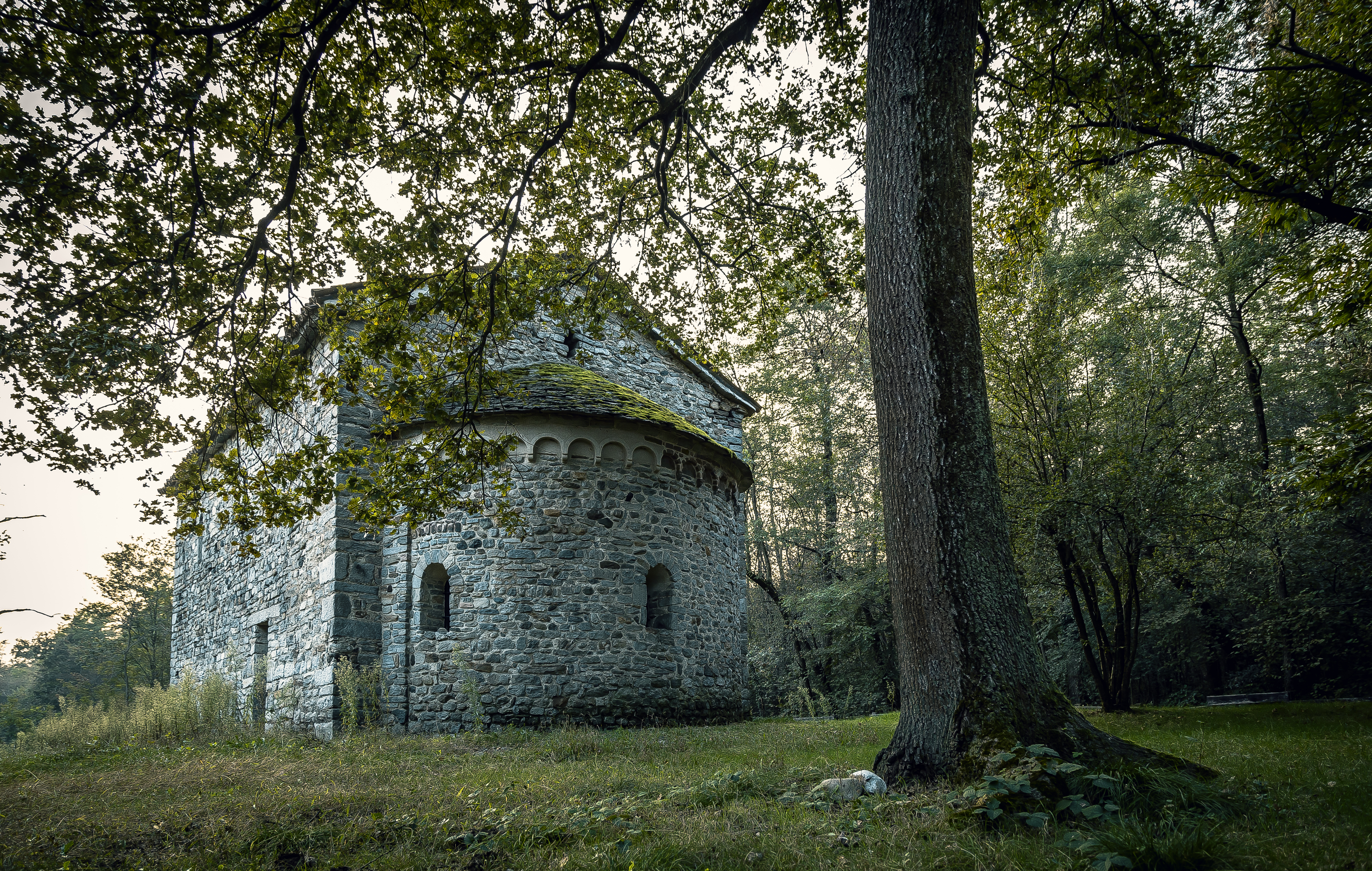
Abside

La facciata è a capanna e presenta dei fori un tempo utilizzati per sostenere le impalcature. Sopra la porta d'ingresso si trova una finestra oggi murata e sovrastata da un'apertura più piccola a forma di croce cristiana, mentre sui lati dell'entrata si aprono due piccole finestre quadrate sotto le quali sono posti due blocchi di pietra che fungevano da inginocchiatoi.
Mentre la parete settentrionale è priva di aperture, quella meridionale si trovano due monofore doppiamente strombate decorate alla sommità con una ghiera in pietra.
All'interno dell'edificio sono visibili alcune tracce degli antichi affreschi trecenteschi, oggi quasi del tutto scomparsi. Come mensa dell'altare fu reimpiegata una monumentale epigrafe romana della Gens Terentia, che nel 1721 fu trasferita presso la Biblioteca Ambrosiana di Milano, dove è tuttora conservata.